# 刘信 (十国)
劉信，兗州中都人，唐朝末年至五代十国杨吴将领。
劉信开始是盜贼，戰敗，投奔廣陵杨行密，立有功劳。杨行密召他商议，劉信醉不能言，杨行密罵他，劉信仗劍而去。杨行密说：「劉信豈会負我，因醉而去，醒當復來。」第二天就回来了。官至洪州鎮南軍節度使。天祐九年（912年）杨吴淮南节度副使陈璋等率水军袭击马楚岳州，擒获岳州刺史苑玫；楚王马殷派水军都指挥使杨定真救援岳州。陈璋进攻荆南，高季昌派部将倪可福率兵抵御。吴国怕楚国援救荆南，于是派抚州刺史刘信率领江、抚、袁、吉、信五州的军队驻防吉州，声援陈璋。
天祐十五年（918年），吴将王祺攻虔州谭全播，久攻不下。后来军中流行瘟疫，王祺也病了，于是吴王任命镇南节度使刘信为虔州行营招讨使。王祺病亡，刘信代为主帅。谭全播请求吴越、闽、楚援救。刘信派部将张宣率兵三千在晚间于古亭袭击了楚将张可求，并攻下古亭。又派梁诠等去袭击吴越和闽国的部队，两国部队听说楚军已被打败，于是退兵。刘信晝夜急攻，不能攻克，于是派人去游说谭全播，领取人质，接收了贿赂就撤兵了。同平章事徐温非常生气，把刘信的使者打了一顿。说：「我这是打刘信。」徐温交给刘信的儿子刘彦英三千士兵，说：“你的父亲处在上游的地方，率领着十倍于虔州的士卒，都不能攻下一个城，这是一种反叛，你可以率领这些军队前往，与你的父亲一起反叛。”同时又派昇州牙内指挥使朱景瑜同他一起去，说：“谭全播的士卒都是农夫出身，饥寒交迫已经好几年了，妻儿又在包围圈之外，重重包围已经解除，都互相庆贺离去。只要他们听说我军还来，一定都会逃跑，谭全播所守的城也就成了空城，只要我们再去，就一定能够攻陷。”刘信知道后，十分害怕，又率兵返回，去攻打虔州。前军刚刚到达，虔州军溃逃。谭全播逃到了雩都，刘信军把他抓获。吴国任命谭全播为右威卫将军，承领百胜节度使。
刘信到广陵獻捷，至金陵見徐溫。徐溫與刘信赌博，刘信拿着骰子，高聲发誓：「劉信如果背吳，願爲惡彩。苟無二心，當成渾花。」徐溫让他不要这样。一擲六子都是赤色，徐温慚，于是和刘信一起喝酒。武義元年（919年），楚军进攻荆南，高季昌请求吴国援救，吴王命镇南节度使刘信率领洪、吉、抚、信四州步兵从浏阳直奔潭州，命令武昌节度使李简等率领水军进攻复州。刘信抵达潭州的东边时，楚军放弃了进攻荆南而率兵回营。加征南大將軍。唐莊宗滅后梁，派遣諫議大夫薛昭文出使闽国，经过洪州，刘信招待他，问他：“皇帝知道有刘信吗？”薛昭文说：「主上新平河南，不熟悉公名。」刘信说：「漢有韓信，吳有劉信，都是一等人。君回去告诉天子，當來淮上較射。」指着牙旗鎞首，百步外舉酒对薛昭文说：「幸而中此，願爲我飲！」一發而中。不久，唐军伐蜀，徐温急召刘信至廣陵，以爲左統軍，奪取其洪州镇南军。不久，劉信去世。南唐受禪，贈太師。長子劉彥英，掌親兵；第四子劉彥貞，为南唐将领。